# 大隅大川原站
大隅大川原站（日语：／ Ōsumi-Ōkawara eki */?）是位於鹿兒島縣曾於市財部町下財部，九州旅客鐵道（JR九州）的日豐本線車站。因着其秘境，成為了觀光特急列車「36加3號」的停車站。平日則只提供9個來回的普通列車班次。
本站使用了舊令制國「大隅」為前綴，不過一直以來，日本國內並未曾有任何鐵路車站曾採用過「大川原」作為車站名稱。

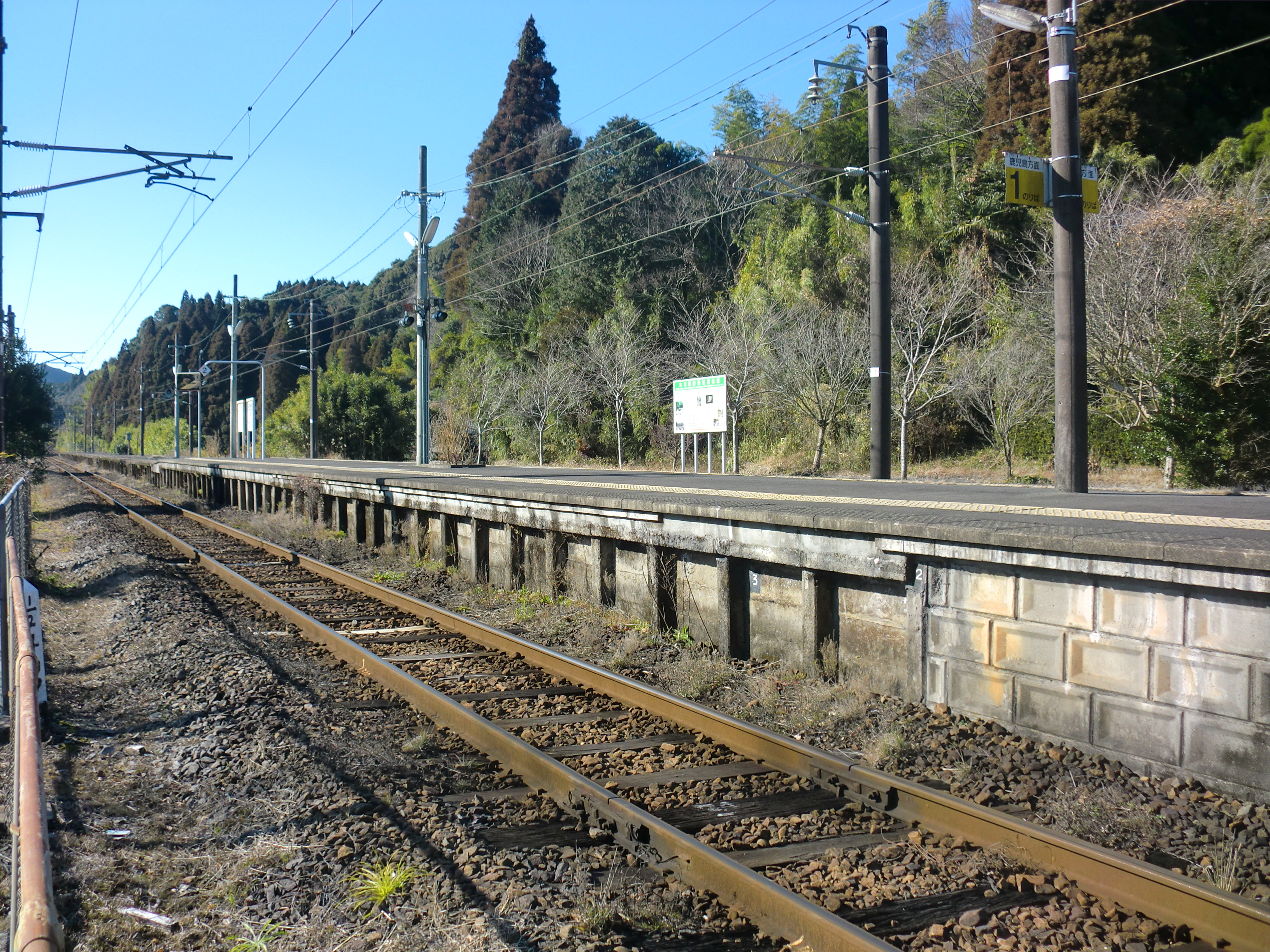
月台（2013年1月）

## 車站構造

### 站房
現時使用中的為第三代站房，以當地出產的杉樹所建成的單層木站房，配以大塊的玻璃以加強採光。鏡面積約為24平方米，全由曽於市政府承擔所有的建設費用。站房玄關上掛上了「悠久之站房」（悠久の站舍）的牌匱，而旁邊則掛回「大隅大川原站」的站牌。在舉行落成典禮之際，當地居民約90人從都城站紀念乘車。約有400人居民參與典禮，財部北小學生使用薩摩地區樂器「板三味線」演奏，亦有末吉鬼神太鼓的表演。
站房中央為出入口及開放式驗票口，連同右側可組成為多用途空間，平日設置了四張雙座位的候車木座椅，當市集時間，則可用作為展覽及宣傳攤位。左側則為男、女獨立座廁式洗手間。

#### 第二代站房

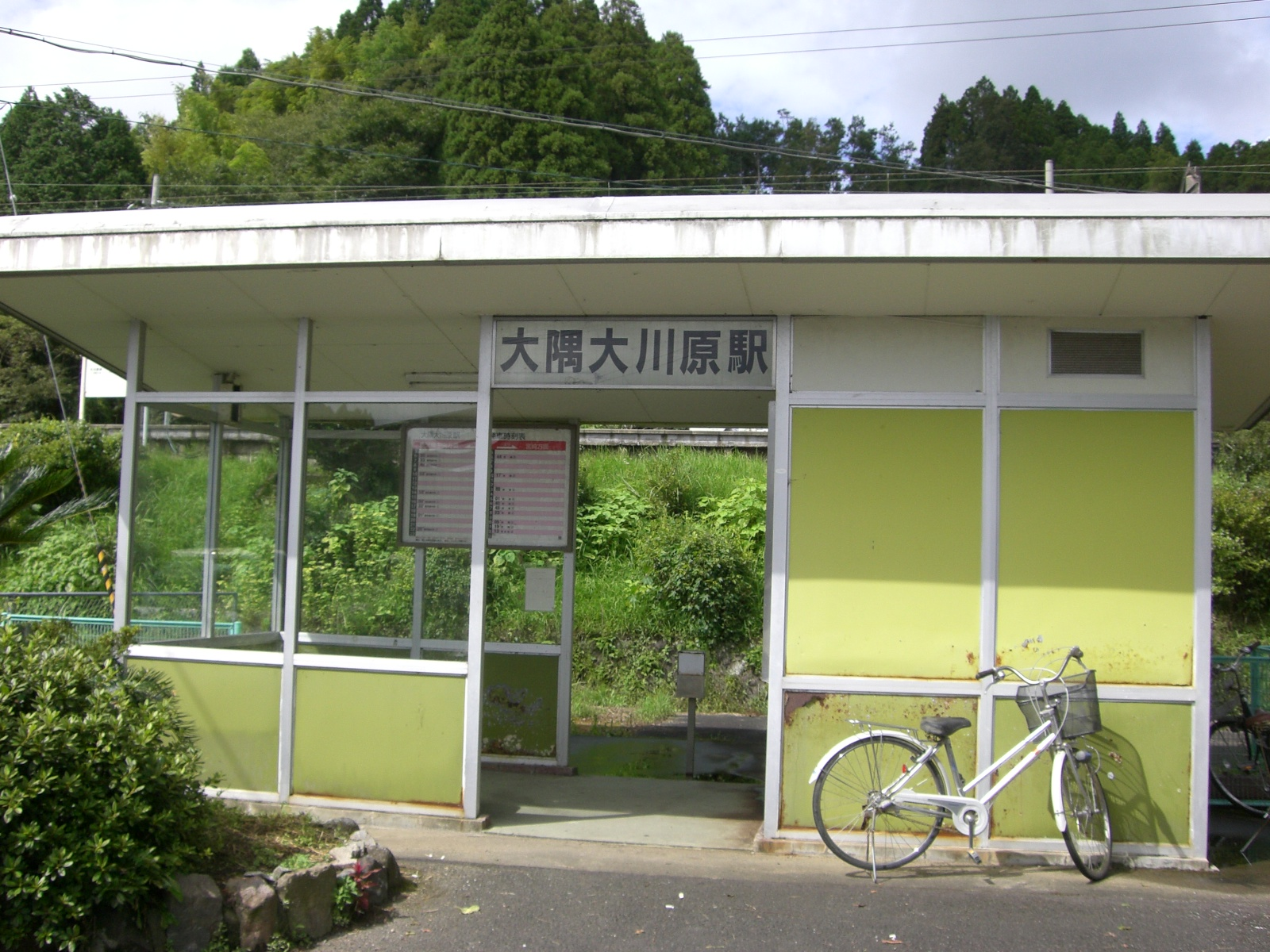
1980年至2010年之間的簡易式站房。

在1980年建成，與北俁、五十市、北永野田及青井岳的站房同類，皆為簡易式站房，用來取代開線前期所興建、但因使用人數過少又保養費用高昂的舊木製站房，該站房左側為候車室，並放置了一張4個獨立座位的塑長櫈；右側為儲物房。由於殘舊速度太快，令它只使用了三十年便要拆卸過來。

### 月台
月台位於坡道之上，設有島式月台1座。原來整個月台只有在近天橋口設有一座有蓋候車亭，其他設施則欠奉，但自宣佈「36加3號」停車後，在月台末端則加設了多張長櫈，以供列車上的乘客可以暫時離開車廂，在月台上稍作休息。
| 月台 | 路線      | 上下行 | 方向           |
| ---- | --------- | ------ | -------------- |
| 1    | ■日豐本線 | 下行   | 鹿兒島中央方向 |
| 2    | ■日豐本線 | 上行   | 都城、宮崎方向 |

## 歷史
- 1931年11月1日：日本國有鐵道（國鐵）國都東線由財部伸延至本站，開業[2]。
- 1932年12月6日：國都東線伸延至霧島神宮，並併入日豐本線內[3]，改為中途站。
- 1962年9月20日：終止貨物起卸業務，成為旅客車站。
- 1979年10月1日：隨著南宮崎至鹿兒島站之間引入CTC，成為無人車站，終止行李起卸業務。
- 1980年：站房改為簡易式站房。
- 1987年4月1日：隨國鐵分割民營化，車站由九州旅客鐵道（JR九州）營運。
- 1993年：

- 8月6日：受平成5年8月豪雨影響，西都城站至鹿兒島站一段停駛。
- 9月19日：西都城～本站重開。
- 10月9日：本站～國分站重開。

- 2010年3月27日：第三代站房落成。
- 2020年10月16日：觀光特急「36加3號」開始運行。其中星期五路線「黑之路」由鹿兒島中央站至宮崎站的「黑之路」會於本站停車50分鐘，停車當日相關地元組織會在站房及站前廣場舉行市集，讓乘客可以一同參與。

## 使用狀況
在2015年度，1日平均乘車人次為6人。自2016年度起，JR九州只公佈使用人數首300個車站的人數，本站遠遠未達至公佈實質人數的門檻。
雖然車站南端有相對密集的民居，不過面積不算大，再加上列車班次稀疏，以致未有很多居民使用。
| 年度 | 1日平均 乘車人次 | 1日平均 上下車人次 |
| ---- | ---------------- | ------------------ |
| 2007 | 16               | 35                 |
| 2008 | 17               | 36                 |
| 2009 | 13               | 29                 |
| 2010 | 11               | 25                 |
| 2011 | 11               | 23                 |
| 2012 | 9                | 20                 |
| 2013 | 7                | 16                 |
| 2014 | 8                | 19                 |
| 2015 | 6                | 14                 |

## 車站周邊
車站位於險要的山區。日豐本線海拔最高地點是位於此站至北永野田站之間。車站位於財部北地區，在2010年（平成22年）時的人口約950人，當地為高齡化的地區，比率超過60%。
- 大川原郵局

## 相鄰車站
九州旅客鐵道
■日豐本線
■觀光特急「36+3」
宮崎 ← 大隅大川原 ← 鹿兒島中央
■特急「霧島」
通過
■普通列車
北俁－大隅大川原－北永野田

## 注腳
1. 1 2  大隅大川原駅に新駅舎 400人祝いの宴/財部 南日本新聞2010年4月4日
2. ↑  日本《官報》第1447號「鐵道省告示第315號」，大藏省印刷局：1931年10月24日，第611頁。
3. ↑  日本《官報》第1776號「鐵道省告示第487號」及「第488號」，大藏省印刷局：1932年11月30日，第747頁。
4. 1 2  . 交通新聞 (交通新聞社). 1993-09-21: 2.
5. ↑  . 交通新聞 (交通新聞社). 1993-10-06: 3.
6. ↑  鹿兒島縣統計年鑑
7. ↑   (PDF). 九州旅客鉄道.   [2022-08-26]. （原始内容 (PDF)存档于2022-08-26） （日语）.

## 外部連結
- JR九州大隅大川原站 （页面存档备份，存于）
- 「36加3號列車」大隅大川原站「款待」專頁 （页面存档备份，存于）